# Two and a Half Men (2.ª temporada)
A segunda temporada de Two and a Half Men foi transmitida entre setembro de 2004 e maio de 2005 pelo canal CBS. A temporada teve 24 episódios e o DVD foi lançado no dia 8 de janeiro de 2008. A Classificação Indicativa de todos os episódios da temporada é de Não Recomendado Para Menores de 12 Anos. 

## Elenco
- Charlie Sheen - Charlie Harper
- Jon Cryer - Alan Harper
- Angus T. Jones - Jake Harper
- Conchata Ferrell - Berta
- Holland Taylor - Evelyn Harper
- Melanie Lynskey - Rose
- Marin Hinkle - Judith

## Prêmios e indicações
| Ano  | Resultado | Categoria                                                    | Prêmio              | Artista |
| ---- | --------- | ------------------------------------------------------------ | ------------------- | --- |
| 2005 | Indicado  | Melhor Atriz Coadjuvante em uma Série de Comédia             | Emmy Awards         | Holland Taylor |
| 2005 | Indicado  | Melhor Atriz Coadjuvante em uma Série de Comédia             | Emmy Awards         | Conchata Ferrell |
| 2005 | Indicado  | Melhor Mixagem de Som Multicâmera para uma Série ou Especial | Emmy Awards         | Robert LaMasney, Charlie McDaniel, Kathy Oldham, Bruce Peters pelo episódio "Can You Eat Human Flesh with Wooden Teeth?" |
| 2005 | Indicado  | Melhor Edição de Multicâmera para uma Série                  | Emmy Awards         | Joe Bella pelo episódio "It Was 'Mame', Mom"                                                                             |
| 2005 | Indicado  | Melhor Fotografia para uma Série de Multi-câmera             | Emmy Awards         | Steven Silver pelo episódio "Back Off, Mary Poppins"                                                                     |
| 2005 | Indicado  | Melhor Direção de Arte para uma Série de Multi-câmera        | Emmy Awards         | John Shaffner, Ann Shea pelos episódios "It Was 'Mame', Mom" e "A Low, Guttural Tongue Flapping Noise"                   |
| 2005 | Indicado  | Melhor Ator em uma Série de Televisão - Musical ou Comédia   | Golden Globe Awards | Charlie Sheen |

## Episódios
| Nº na série | Nº na temporada | Título                                                                   | Dirigido por   | Escrito por                                                                    | Exibição original       | Audiência (milhões) |
| --- | --------------- | ------------------------------------------------------------------------ | -------------- | ------------------------------------------------------------------------------ | ----------------------- | ------------------- |
| 25 | 1               | "Back Off, Mary Poppins" "Já Chega, Mary Poppins"                        | Pamela Fryman  | História: Chuck Lorre Roteiro: Lee Aronsohn e Susan Beavers                    | 20 de setembro de 2004  | 16.40               |
| Alan fica sabendo que Charlie tem um grupo de amigos em que eles põe a conversa em dia. Alan implora para que o irmão deixe ele fazer parte do grupo. Após a recusa de Charlie, Alan liga para todos os seus antigos amigos mas descobre que todos eles ficaram amigos da Judith e por isso, estão todos contra ele. Citação do título: Sean Penn, para Elvis Costello, depois que Elvis diz que Sean nunca fala sobre seus irmãos. |                 |                                                                          |                |                                                                                |                         |                     |
| 26 | 2               | "Enjoy Those Garlic Balls" "Aproveita as Bolinhas de Alho"               | Pamela Fryman  | História: Chuck Lorre e Lee Aronsohn Roteiro: Eddie Gorodetsky e Don Foster    | 27 de setembro de 2004  | 16.60               |
| Judith está namorando o pediatra de Jake, Herb (Ryan Stiles), deixando Alan chateado. Charlie o alerta dizendo que se Judith se casar de novo, Alan estará livre da pensão. Primeira aparição de: Greg Melnick (Ele teve seu nome alterado para "Herb", nos episódios posteriores) Citação do título: Charlie, em resposta para Judith quando ela diz para o pediatra "não esquecer as bolinhas de alho".                           |                 |                                                                          |                |                                                                                |                         |                     |
| 27 | 3               | "A Bag Full of Jawea" "Fazendo Sinais"                                   | Pamela Fryman  | História: Chuck Lorre e Lee Aronsohn Roteiro: Jeff Abugov e Mark Roberts       | 4 de outubro de 2004    | 16.40               |
| Tarde da noite, Jake acha que está sonhando quando vê a Srta. Pasternak (Missi Pyle), a professora que tentou suspendê-lo, quase nua na cozinha de Charlie. Citação do título: Alan, lendo a resposta de Jake para a questão "O que é Sacajawea?" em sua prova de História. |                 |                                                                          |                |                                                                                |                         |                     |
| 28 | 4               | "Go Get Mommy's Bra" "Devolve o Sutiã da Mamãe"                          | Pamela Fryman  | História: Chuck Lorre e Eddie Gorodetsky Roteiro: Lee Aronsohn e Don Foster    | 11 de outubro de 2004   | 17.20               |
| Jake ama o novo namorado rico de Judith, pois ele tem um barco e uma piscina e promete que ensinará Jake a mergulhar. Citação do título: Evelyn, para Charlie, pedindo para ele a devolver seu sutiã de $300 que ela deixou em seu carro, onde ela fez sexo com um cliente de sua imobiliária. |                 |                                                                          |                |                                                                                |                         |                     |
| 29 | 5               | "Bad News from the Clinic?" "Notícias Ruins"                             | Pamela Fryman  | História: Chuck Lorre e Lee Aronsohn Roteiro: Jeff Abugov e Mark Roberts       | 18 de outubro de 2004   | 16.28               |
| Charlie sai com Sherri (Jeri Ryan), uma mulher egoísta, manipuladora e narcisista, ou seja: a versão feminina de Charlie. Mas Charlie não gosta da forma como ela o trata. Citação do título: Alan, tirando sarro de Charlie. |                 |                                                                          |                |                                                                                |                         |                     |
| 30 | 6               | "The Price of Healthy Gums is Eternal Vigilance" "Revelações do Passado" | Pamela Fryman  | História: Chuck Lorre e Lee Aronsohn Roteiro: Eddie Gorodetsky e Mark Roberts  | 25 de outubro de 2004   | 17.20               |
| Quando Evelyn conta a Jake que Alan havia furtado um brinquedo de uma loja quando criança, Alan nega a acusação, como sempre. Citação do título: Alan, depois que Charlie o questiona sobre seu hábito de passar fio dental após todas as refeições. |                 |                                                                          |                |                                                                                |                         |                     |
| 31 | 7               | "A Kosher Slaughterhouse Out in Fontana" "Mãe, Te Amamos"                | Pamela Fryman  | História: Don Foster Roteiro: Chuck Lorre e Lee Aronsohn                       | 8 de novembro de 2004   | 16.00               |
| Para dar um bom exemplo a Jake, que andava desrespeitando a mãe, Charlie e Alan concordam, de má vontade, a dar uma festa para Evelyn. Citação do título: Daisy, quando lhe perguntaram onde ela conheceu seu marido. |                 |                                                                          |                |                                                                                |                         |                     |
| 32 | 8               | "Frankenstein and the Horny Villagers" "Tirando o Atraso"                | Pamela Fryman  | História: Jeff Abugov e Don Foster Adaptação: Chuck Lorre e Lee Aronsohn       | 15 de novembro de 2004  | 17.47               |
| As expectativas de Alan para o primeiro encontro com Nancy (Kelley West), uma mulher que ele havia conhecido no mercado, se superam quando ela o apresenta a um mundo de sexo que ele não imaginava existir. Citação do título: Rose, para Charlie, depois de ver Alan perseguindo Nancy pela casa. (Essa foi uma cena deletada do episódio.)                                                                                       |                 |                                                                          |                |                                                                                |                         |                     |
| 33 | 9               | "Yes, Monsignor" "Surpresa Desagradável"                                 | Pamela Fryman  | História: Chuck Lorre e Lee Aronsohn Roteiro: Susan Beavers e Jeff Abugov      | 22 de novembro de 2004  | 18.94               |
| Charlie dá de cara com Lisa, que ele pensava ser a mulher da vida dele até descobrir que ela estava noiva de outro homem. Ele fica feliz ao saber que o casamento dela não deu certo. Citação do título: Lisa, depois que Charlie a pede para agir como uma estudante católica na cama. |                 |                                                                          |                |                                                                                |                         |                     |
| 34 | 10              | "The Salmon Under My Sweater" "Cinemas e Músicas"                        | Pamela Fryman  | História: Chuck Lorre e Lee Aronsohn Roteiro: Don Foster e Mark Roberts        | 29 de novembro de 2004  | 17.88               |
| Charlie compõe uma música-tema para um novo desenho animado, mas Jake detesta a música. Ao ver que Jake sabe mais sobre desenhos do que ele próprio, Charlie pede a ajuda do sobrinho. Citação do título: Rose, explicando para Alan como ela vai entrar no cinema com um pedaço de salmão. |                 |                                                                          |                |                                                                                |                         |                     |
| 35 | 11              | "Last Chance to See Those Tattoos" "Novidades do Computador"             | Pamela Fryman  | Chuck Lorre e Lee Aronsohn                                                     | 13 de dezembro de 2004  | 16.20               |
| Charlie fica surpreso quando Gail (Tricia Helfer), uma mulher com quem ele flerta em um bar, rejeita suas investidas e conta a ele sobre sua fama de galinha entre as mulheres da cidade. Citação do título: Berta, contando para Alan que ela tem várias tatuagens. |                 |                                                                          |                |                                                                                |                         |                     |
| 36 | 12              | "A Lungful of Alan" "Fica com o Alan"                                    | Pamela Fryman  | História: Chuck Lorre e Lee Aronsohn Roteiro: Mark Roberts e Eddie Gorodetsky  | 3 de janeiro de 2005    | 18.03               |
| Jamie (Paget Brewster), que era amiga de Alan no Ensino Médio, faz uma visita a ele. Quando adolescentes, Charlie fazia brincadeiras maldosas com Jamie, mas agora os dois competem por ela. Citação do título: Charlie, tentando provar para Jamie que Alan é um homem muito melhor do que ele. |                 |                                                                          |                |                                                                                |                         |                     |
| 37 | 13              | "Zejdz Z Moich Wlosów (a.k.a. Get Off My Hair)" "Visitas Indesejáveis"   | Pamela Fryman  | História: Susan Beavers e Eddie Gorodetsky Roteiro: Chuck Lorre e Lee Aronsohn | 17 de janeiro de 2005   | 18.14               |
| Quando um terremoto causa danos no encanamento da casa de Judith, Alan permite que ela passe um tempo na casa de Charlie, que não fica nada satisfeito. Citação do título: Charlie, tentando falar para Alan como se diz "mais rápido" em polonês. |                 |                                                                          |                |                                                                                |                         |                     |
| 38 | 14              | "Those Big Pink Things with Coconut" "Chantagem Emocional"               | Pamela Fryman  | História: Chuck Lorre e Lee Aronsohn Roteiro: Don Foster e Jeff Abugov         | 31 de janeiro de 2005   | 17.01               |
| Quando Evelyn acaba com a confiança de Jake ao desmerecer sua suada nota alta em uma prova, Alan decide cortá-la da vida deles. Citação do título: Charlie, bêbado, contando para Jake o que ele gosta de comer de sobremesa. |                 |                                                                          |                |                                                                                |                         |                     |
| 39 | 15              | "Smell the Umbrella Stand" "Mal Estar"                                   | Pamela Fryman  | História: Chuck Lorre e Lee Aronsohn Roteiro: Don Foster e Susan Beavers       | 7 de fevereiro de 2005  | 16.75               |
| Em um fim de semana chuvoso e entediante, Charlie convence Alan a acompanhá-lo a Las Vegas, levando Jake. Por medo da colonoscopia que se aproximava, Alan concorda que isso seria uma boa distração. Citação do título: Alan, para Judith, quando ela não acredita que Jake ficou doente. |                 |                                                                          |                |                                                                                |                         |                     |
| 40 | 16              | "Can You Eat Human Flesh with Wooden Teeth?" "Memória Fraca"             | Pamela Fryman  | História: Chuck Lorre e Lee Aronsohn Roteiro: Don Foster e Susan Beavers       | 14 de fevereiro de 2005 | 16.78               |
| Judith tira férias e deixa Jake com Alan. Mas Alan descobre que terá uma audição com a Receita Federal. Citação do título: Jake, como uma de suas perguntas para George Washington para o seu dever de casa. |                 |                                                                          |                |                                                                                |                         |                     |
| 41 | 17              | "Woo-Hoo, a Hernia Exam!" "Oba! Exame"                                   | Pamela Fryman  | História: Mark Roberts e Susan Beavers Roteiro: Chuck Lorre e Lee Aronsohn     | 21 de fevereiro de 2005 | 17.50               |
| Em uma posição arriscada com uma mulher, Charlie machuca as costas, mas não deixa Alan, que é quiroprata, ajudá-lo. Citação do título: Charlie, no consultório médico, depois de tomar vários analgésicos. |                 |                                                                          |                |                                                                                |                         |                     |
| 42 | 18              | "It Was 'Mame,' Mom" "Opção Sexual"                                      | Pamela Fryman  | História: Chuck Lorre e Lee Aronsohn Roteiro: Eddie Gorodetsky e Mark Roberts  | 7 de março de 2005      | 17.45               |
| Charlie se passa por homossexual para Eric (David Starzyk) continuar a encomendar seus jingles e convence Alan a fingir ser seu parceiro gay e acompanhá-lo a uma festa de Eric. Citação do título: Charlie, corrrigindo sua mãe sobre quando ele se vestia de personagens para brincar quando criança. |                 |                                                                          |                |                                                                                |                         |                     |
| 43 | 19              | "A Low, Guttural Tongue-Flapping Noise" "Entre Irmãos"                   | Gary Halvorson | História: Mark Roberts e Eddie Gorodetsky Roteiro: Chuck Lorre e Lee Aronsohn  | 21 de março de 2005     | 15.92               |
| Em uma cafeteria, Alan e Charlie encontram Sherri, uma mulher que havia saído com Charlie somente para dormir com ele. Alan fica encantado com a beleza dela. Citação do título: O som que Alan usa para nomear o "planeta" de onde Sherri veio depois que ele diz a Charlie, "Ela é uma pessoa normal, exceto por, você sabe, ser do planeta...", completando a frase com um som similar ao de um animal selvagem rosnando.        |                 |                                                                          |                |                                                                                |                         |                     |
| 44 | 20              | "I Always Wanted a Shaved Monkey" "Sempre Quis Um Macaquinho"            | Asaad Kelada   | História: Susan Beavers e Jeff Abugov Roteiro: Chuck Lorre e Lee Aronsohn      | 18 de abril de 2005     | 17.13               |
| Evelyn enche o saco de Charlie e Judith exige que Alan pague por um caro par de tênis. Sem conseguir expressar a raiva pelas mulheres, Charlie e Alan descontam tudo um no outro. Citação do título: Charlie, explicando para Rose porque ele ficava dizendo para os seus amigos que Alan era um macaco depilado. |                 |                                                                          |                |                                                                                |                         |                     |
| 45 | 21              | "A Sympathetic Crotch to Cry On" "Ombro Amigo"                           | Pamela Fryman  | História: Chuck Lorre e Lee Aronsohn Roteiro: Mark Roberts e Eddie Gorodetsky  | 2 de maio de 2005       | 17.93               |
| Ao examinar os obituários em busca de possíveis imóveis à venda, Evelyn descobre que Harry, seu segundo marido, havia morrido. Citação do título: Alan, acusando Charlie de ficar dando em cima da viúva durante o funeral. |                 |                                                                          |                |                                                                                |                         |                     |
| 46 | 22              | "That Old Hose Bag is My Mother" "Meu Carro Novo"                        | Gary Halvorson | História: Chuck Lorre e Lee Aronsohn Roteiro: Mark Roberts e Don Foster        | 9 de maio de 2005       | 17.96               |
| Evelyn empresta dinheiro a Alan para ele comprar um novo Porsche e Charlie diz que o irmão havia vendido a alma para o diabo. Evelyn prova que Charlie tinha razão. Citação do título: Alan, para Trudy, a corrigindo depois que ela diz que seu pai está com "um saco de mangueira velho". |                 |                                                                          |                |                                                                                |                         |                     |
| 47 | 23              | "Squab, Squab, Squab, Squab, Squab" "Pombo, Pombo"                       | J.D. Lobue     | História: Chuck Lorre e Lee Aronsohn Roteiro: Susan Beavers e Don Foster       | 16 de maio de 2005      | 24.24               |
| Quando Evelyn descobre que Jake havia passado as férias de primavera inteiras na casa dos outros avós, ela pressiona Alan a permitir que durma na casa dela por uma noite. Citação do título: Jake, falando em diferentes tons de voz o nome da comida que Evelyn lhe oferece. |                 |                                                                          |                |                                                                                |                         |                     |
| 48 | 24              | "Does This Smell Funny to You?" "Qual é a Graça?"                        | Pamela Fryman  | História: Chuck Lorre e Lee Aronsohn Roteiro: Susan Beavers e Jeff Abugov      | 23 de maio de 2005      | 14.37               |
| Charlie transou com Natalie (Karen Trella), uma mulher deslumbrante. Jake precisa contar à sua turma do sexto ano como foi o final de semana. Citação do título: Jake, perguntando se seu Game Boy está com um cheiro engraçado. (Acredita-se que está, pois ficou implícito que Jake urinou em cima dele.) |                 |                                                                          |                |                                                                                |                         |                     |